# منتخب النمسا لهوكي الحقل للرجال
منتخب النمسا الوطني لهوكي الحقل للرجال (بالألمانية: Österreichische Hockeynationalmannschaft der Herren)‏ هو ممثل النمسا الرسمي في المنافسات الدولية في هوكي الحقل .